# Al Hilal Obayid
Pour les articles homonymes, voir Al Hilal.
Maillots
Actualités
Le Al Hilal Sport Club Al Obayid (en arabe : نادي الهلال للتربية البدنية الأبيض), plus couramment abrégé en Al Hilal, est un club soudanais de football fondé en 1931 et basé dans la ville d'El Obeid.

## Histoire
Au niveau continental, le club participe pour la première fois à la Coupe de la confédération en 2017.

## Palmarès
| Compétitions nationales                         |
| ----------------------------------------------- |
| - Coupe du Soudan : - Finaliste : 2016 et 2018. |

## Personnalités du club

### Présidents du club
- Albasheer Khojal

### Entraîneurs du club
- Ibrahim Husein